# Christmas Kisses
Christmas Kisses è un EP della cantante statunitense Ariana Grande, pubblicato il 13 dicembre 2013 dalla Republic Records.

## Tracce
1. Last Christmas – 3:24
2. Love Is Everything – 3:33
3. Snow in California – 3:27
4. Santa Baby (feat. Liz Gillies) – 2:51

Traccia bonus dell'edizione giapponese
1. Santa Tell Me – 3:24

## Classifiche
| Classifica (2022) | Posizione massima |
| ----------------- | ----------------- |
| Giappone          | 25                |
| Nuova Zelanda     | 30                |